# Горбуша (Вологодская область)
Горбу́ша — деревня в Белозерском районе Вологодской области.
Деревня находится на расстоянии 1 км от юго-западной оконечности озера Ухтомьярское.
Входит в состав Панинского сельского поселения, с точки зрения административно-территориального деления — в Панинский сельсовет.
Расстояние по автодороге до районного центра Белозерска составляет 65 км, до центра муниципального образования деревни Панинская — 3 км. Ближайшие населённые пункты — Зарецкая, Костино, Панинская.
В 1930-е годы в деревне было 22 дома. Население по данным переписи 2002 года — 16 человек.